# بی‌عدالتی (فیلم ۱۹۹۴)
بی‌عدالتی (به تامیلی: Adharmam) و (به انگلیسی: Unrighteousness) فیلمی هندی محصول سال ۱۹۹۴ و به کارگردانی رامش کریشنان است. در این فیلم بازیگرانی همچون مورالی، رانجیتا و نثار ایفای نقش کرده‌اند.